# Gentianae

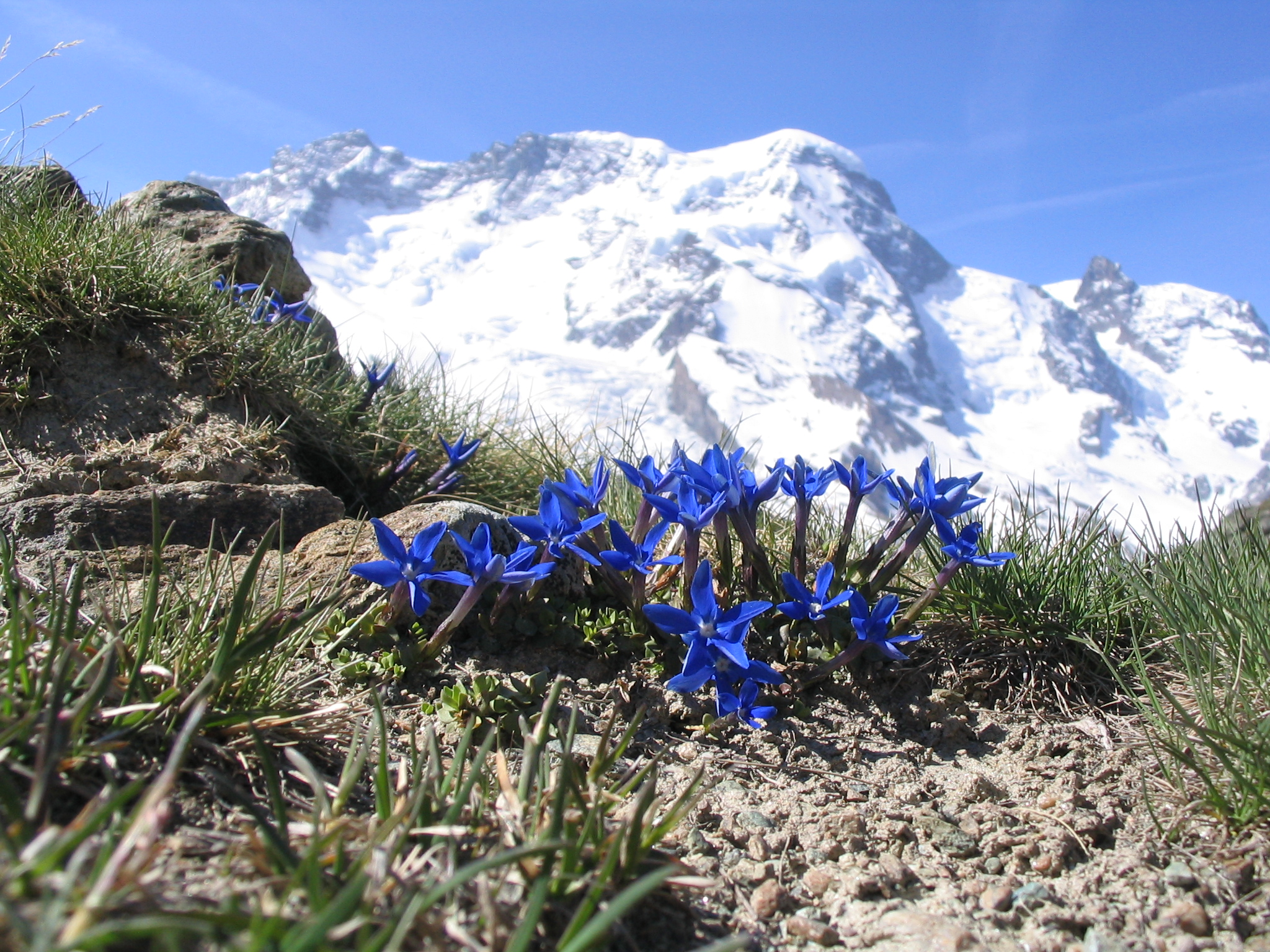
Gentiana

Gentianae, na classificação taxonômica de Jussieu (1789), é uma ordem botânica da classe Dicotyledones, Monoclinae (flores hermafroditas ), Monopetalae ( uma pétala), com  corola hipogínica (quando a corola se insere abaixo do nível do ovário).
Apresenta os seguintes gêneros:
- Gentiana, Vohiria, Coutoubea, Swertia, Chlora, Exacum, Lisianthus, Tachia, Chironia, Nigrina, Spigelia, Ophiorrhiza, Potalia.